# Constitución de Túnez
La Constitución de Túnez de 2014 (en árabe: 2014 دستور تونس) fue adoptada el 26 de enero de 2014 por la Asamblea Constituyente elegida el 23 de octubre de 2011 a raíz de la Revolución de los Jazmines que derrocó al presidente Zine El Abidine Ben Ali. Ella tiene éxito el 10 de febrero de 2014 a la ley constitutiva del 16 de diciembre de 2011 que contiene temporalmente el gobierno después de la suspensión de la Constitución de 1959.
Norma jurídica suprema del país, es la tercera Constitución de la historia de Túnez después de la Constitución de 1861 y el 1959.

## Historia

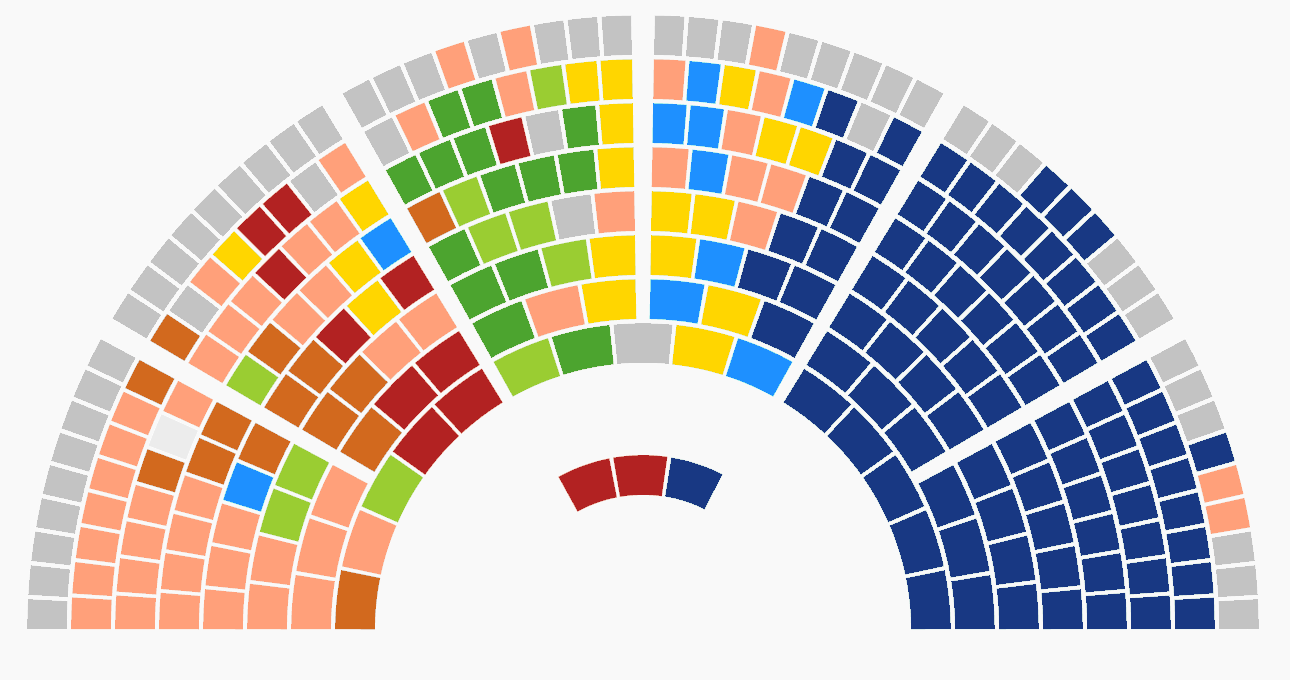
Composición parlamentaria grupo de la Asamblea Constituyente (2014)

Los artículos de la Constitución se debatieron una a la sesión plenaria de diciembre de 2013 y enero de 2014, en el contexto de un acalorado debate, lo que retrasó la revisión. El texto final fue aprobado el 26 de enero de 2014 por la Asamblea Constituyente con 200 votos a favor, 12 en contra y 4 abstenciones. Al día siguiente, el texto está firmado por el presidente, Moncef Marzouki, Presidente de la Asamblea Constituyente, Mustapha Ben Jaafar y el jefe de Gobierno fuera, Ali Larayedh, durante una ceremonia en la sede de la Asamblea.
Esta constitución es el resultado de un compromiso entre el partido islamista Ennahda (jefe de Gobierno) y las fuerzas de la oposición. Ella dedica un ejecutivo dual, da espacio reducido al Islam y, por primera vez en la historia jurídica del mundo árabe introdujo un objetivo de paridad entre hombres y mujeres en los órganos elegidos.

## Artículos
Esta parte se basa en la traducción francesa no oficial de la Constitución de Túnez de 2014, escrita en árabe.

### Preámbulo
«En el Nombre de Dios, el Misericordioso
Nosotros, los representantes del pueblo tunecino, miembros de la Asamblea Nacional Constituyente
[...]
Ventanilla de recepción de boletas
En nombre de las personas que édictons, por la gracia de Dios, esta Constitución.»
El preámbulo de la Constitución recuerda la lucha de los tunecinos por la independencia en 1956 y, como la lucha por la democracia condujo durante la Revolución de los Jazmines, de 14 de enero de 2011. En el preámbulo se afirma el compromiso de la gente a los derechos humanos y la identidad árabe musulmán. En él se especifica la necesidad de dar a Túnez un estado civil basado en la ley, republicano, democrático y participativo en el que la soberanía reside en el pueblo y el principio de separación de poderes está garantizada. El preámbulo también establece que Túnez debe participar en la unificación del mundo árabe y apoyar a los movimientos de liberación, incluyendo el movimiento palestino. Por último, el preámbulo establece que el pueblo tunecino deben contribuir al desarrollo sostenible, a la paz mundial y la solidaridad entre los miembros de la humanidad.

### Principios generales
Los dos primeros artículos de la Constitución no son modificables. Ellos por lo tanto formularse:
«Artículo 1 - Túnez es un país libre, independiente y soberano, el islam es la religión, la lengua árabe y la República su régimen.
No es posible modificar este artículo.
Artículo 2 - Túnez es un estado civil, sobre la base de la ciudadanía, la voluntad del pueblo y el estado de derecho.
No es posible modificar este artículo.»
El primer capítulo de la Constitución tunecina establece que el pueblo es el titular de la soberanía.  El artículo 4 define la bandera nacional de Túnez y su himno nacional.  El viejo lema - "Libertad, Justicia y Orden" - se reformuló como: "Libertad, Dignidad, Justicia, Orden".  Túnez contribuye a la unificación del Magreb Árabe.
El artículo 6 establece que el Estado es el guardián de la religión; sino que también garantiza la libertad de conciencia y la neutralidad política de las mezquitas y otros lugares de culto. El campañas acusación apostasía y la incitación al odio y la violencia están prohibidas.
La participación en el servicio militar y el pago de los impuestos son deberes para todos los ciudadanos. Los tratados internacionales aprobados por la Asamblea de Representantes del Pueblo anulan todas las demás leyes, pero están sujetos a la Constitución.

### Derechos y Libertades
En la Constitución de 1959, los derechos y libertades solo se presentaron en forma resumida; garantizando más de ellos cayó en la implementación de una ley correspondiente.
En virtud del artículo 39, la educación es obligatoria hasta los 16 años. En este sentido, el Estado tiene el deber de garantizar "la raíz de la identidad árabe-musulmana y pertenencia nacional en las nuevas generaciones y para anclar, para apoyar y expandir el uso de la lengua árabe, así como apertura a las lenguas extranjeras y las civilizaciones y difundir la cultura de los derechos humanos".
El artículo 49 establece que la ley define las condiciones que rodean a los derechos y libertades enunciados en la Constitución y se les supervisa en un espíritu de proporcionalidad, para garantizar los derechos y libertades de los demás y para proteger el interés general. El mismo artículo establece que "No es posible que una enmienda [constitucionales] principales logros alcanzados en el campo de los derechos humanos y las libertades garantizadas en la Constitución".

### La legislatura
En virtud del artículo 50 de la Constitución, el poder legislativo es ejercido por el pueblo a través de los miembros electos de la Asamblea de Representantes del Pueblo y un referéndum.  El Parlamento tunecino es unicameral; es elegido por un período de 5 años.  El artículo 60 garantiza los derechos de la oposición parlamentaria en la Asamblea de Representantes del Pueblo.
Cualquier ciudadano tunecino que tenga al menos 18 años de edad tiene el derecho de voto; Los residente tunecinos en el extranjero también tienen este derecho y tener su propia representación en el parlamento.  Cualquier persona con nacionalidad tunecina durante al menos 10 años y que tenga 23 años de edad, puede ser candidato en las elecciones parlamentarias.
La iniciativa legislativa corresponde al presidente de la República, el jefe de Gobierno, así como al menos 10 diputados. El jefe de Gobierno por sí solo puede presentar un carácter financiero o cuentas con el objetivo de ratificar un tratado internacional.  Facturas ordinarias son adoptadas por los miembros del parlamento por mayoría simple. Los proyecto de ley orgánica tienden que  adoptarse por la mayoría absoluta de los miembros de la Asamblea.
Ningún miembro de la Asamblea de Representantes del Pueblo no puede ser procesado por actos o palabras pronunciadas en el marco de su labor parlamentaria. Cada miembro también es inmune a enjuiciamiento por un delito durante su mandato, a menos que su inmunidad parlamentaria se levanta.
Cuando la Asamblea sea disuelta, el presidente de la República podrá, con el consentimiento del jefe de Gobierno, podrá emitir decretos legislativos; que deben ser aprobadas por la nueva Asamblea en su primer período ordinario de sesiones. La Asamblea de Representantes del Pueblo también puede otorgar al jefe de Gobierno por un período que no puede ser superior a dos meses, la facultad de emitir decretos; Se requiere el apoyo de tres quintas partes de los miembros del parlamento para la concesión de tal poder. Ningún decreto puede socavar el sistema electoral.

### El ejecutivo

#### Presidente de la República
El poder ejecutivo es ejercido conjuntamente por el Presidente de la República y jefe de Gobierno.  El presidente de la República de Túnez es elegido por sufragio universal para un mandato de 5 años.  Cualquier persona con 35 años o más,  de confesión musulmana, de nacionalidad tunecina desde su nacimiento y sin otra nacionalidad o que se comprometan formalmente a renunciar a cualquier otra nacionalidad,  puede ser un candidato a la elección presidencial de Túnez.  De conformidad con el artículo 75 de la Constitución, ninguna persona puede servir más de dos períodos en el cargo, ya sea sucesiva o separados; esta disposición no puede ser modificado para aumentar el número de términos que pueden ser llenados por el mismo presidente.
El presidente es el jefe de Estado; que define las políticas generales de la seguridad nacional, las relaciones internacionales y la defensa.  Esto significa que el sistema de Túnez, el presidente del Banco Central, así como el Alto Cargo de la Presidencia, la diplomacia, la seguridad nacional y la defensa. Promulga las leyes aprobadas por la Asamblea de Representantes del Pueblo y puede solicitar una reconsideración. Podrá también, si son de interés general, ciertas leyes puede someterlas a referéndum.  Además el presidente puede disolver el Parlamento tunecino antes de su término. Cuando el país está en peligro, el presidente podrá asumir temporalmente poderes extraordinarios.  La Asamblea de Representantes del Pueblo podrá decidir, por mayoría de dos tercios de sus miembros, para poner fin al mandato del Presidente en caso de violación de la Constitución.

#### Gobierno
El Gobierno de Túnez consiste en el Jefe de Gobierno y los ministros y secretarios de Estado designado por él; el nombramiento de los ministros de relaciones exteriores y defensa se hace en consulta con el presidente de la República. El jefe del Gobierno tunecino está normalmente designado por el presidente de entre los miembros del partido político o coalición electoral que hayan obtenido el mayor número de escaños en las elecciones parlamentarias.  Nadie puede ser a la vez un miembro del Gobierno y de la Asamblea de Representantes del Pueblo.  El Gobierno es responsable ante la Asamblea.
De conformidad con el artículo 101 de la Constitución, los conflictos de competencia entre el presidente y el jefe de Gobierno pueden ser resueltos por el Tribunal Constitucional en una semana.

### El poder judicial
El corte es neutral e independiente.  Los jueces gozan de inmunidad penal.  El ejercicio libre e independiente de la profesión de abogado está garantizada.

#### La justicia judicial, administrativa y financiera
Los jueces son nombrados por decreto del Presidente a propuesta del Consejo de la Judicatura; nombramientos para altos cargos estén en consulta con el Jefe de Gobierno.
Los jueces no pueden ser destituidos o suspendidos; que no pueden ser transferidos con su consentimiento. Las sanciones disciplinarias entran en el Consejo Superior de la Judicatura.
Toda persona tiene derecho a un juicio justo en un plazo razonable y tiene el derecho de recurrir del fallo. Las vistas judiciales son públicas.
Cualquier injerencia en la labor de la justicia está prohibido.  No se permite la creación de tribunales especiales; Los tribunales militares solo tienen jurisdicción para enjuiciar delitos militares.
Las decisiones judiciales se hacen en nombre del pueblo y se ejecutan en nombre del Presidente de la República.

##### Consejo Superior de la Judicatura
El Consejo Superior de la Judicatura consta de cuatro componentes: el Consejo de la justicia judicial, el Consejo de la justicia administrativa, el Consejo de la justicia económica y una instancia del consejo judicial. Cada órgano está compuesto por dos tercios de los magistrados elegidos o designados funciones oficiales, el tercer ser restante compuesto por jueces que no son expertos independientes. La mayoría de los miembros de los órganos de ser elegidos; su mandato es de seis años y no es renovable.
El ejemplo de los consejos judiciales decidir sobre proyectos de ley sobre el sistema judicial. Los tres consejos deciden sobre asuntos relativos a la carrera y la disciplina de los jueces.
El Consejo Superior de la Judicatura elaborará un informe anual y enviar una copia al Presidente de la República, el jefe de Gobierno, el presidente de la Asamblea de Representantes del Pueblo.

##### Justicia Judicial
Justicia Judicial consiste en primera instancia, los tribunales de segunda instancia y el Tribunal de Casación. Se deberá presentar un informe anual; que se publique. La acusación es la justicia legal.

##### Justicia Administrativa
La justicia administrativa consta de tribunales administrativos de primera instancia, tribunales de segundo grado y el Tribunal Administrativo Superior. Se deberá presentar un informe anual; que se publique. La justicia administrativa tiene jurisdicción sobre las controversias administrativas y ejercer una jurisdicción consultiva de conformidad con la ley.

##### Justicia Financiera
La justicia financiera consiste en el Tribunal de Cuentas y sus diversos órganos. El Tribunal de Cuentas presentará un informe anual; que se publique. Si es necesario, prepara informes específicos. El Tribunal de Cuentas es competente para asesorar a los poderes ejecutivos y legislativos en el cumplimiento de las leyes financieras. También asegura la gestión de los fondos públicos.

#### El Tribunal Constitucional
Desde 1987, Túnez fue con un Consejo Constitucional, creado por decreto presidencial por Ben Ali y constitucionalizado en 1995. Sin embargo, solo el presidente de la República tenía una potencia de referencia.  El Consejo Constitucional fue disuelto por el Decreto de 23 de marzo de 2011, tras la Revolución de Túnez de 2011.
La Constitución de 2014 establece un Tribunal Constitucional. Este último se compone de 12 miembros, con la experiencia de 20 años y designado por un único período de 9 años. Dos tercios están especializados en derecho. El Presidente de la República, el presidente de la Asamblea de Representantes del Pueblo y el Consejo Superior de la Judicatura cada proponer cuatro candidatos; la Asamblea de Representantes del Pueblo aprueba las nominaciones para la mayoría de tres quintas partes. El Tribunal Constitucional nombra a uno de sus miembros, un presidente y un vicepresidente, tanto que se especializó en derecho.
El Tribunal Constitucional solo puede pronunciarse sobre la constitucionalidad:
- Las solicitudes las someten el presidente de la República, el jefe de Gobierno electo o 30 miembros de la Asamblea de Representantes del Pueblo
- Proyecto de reforma de la Constitución sometida en el presidente de la República
- Los tratados internacionales que le someta el Presidente de la República
- Leyes que le presenten los tribunales
- El Reglamento Interno de la Asamblea de los representantes del pueblo a que se refiere por su presidente.[54]

### Órganos constitucionales independientes
La Constitución crea varios órganos constitucionales independientes. Ellos gozan de autonomía financiera y administrativa. Sus miembros son designados por la Asamblea de Representantes del Pueblo; cada instancia debe presentar un informe anual a la Asamblea. Las instancias son cinco: el Foro de las Elecciones, el Foro de la Comunicación Audiovisual, el Foro de los Derechos Humanos, el Foro para el Desarrollo Sostenible y los Derechos de las Generaciones Futuras y el Foro el Buen Gobierno y la lucha contra la corrupción.

### El poder local
Túnez se divide en departamentos, en las regiones y municipios de acuerdo a la ley. Los consejos municipales y regionales son elegidos por sufragio universal; diputaciones provinciales son elegidos por los miembros de los consejos municipales y regionales. Las autoridades locales están representadas por el Consejo Superior de las autoridades locales; su Presidente podrá participar en las deliberaciones de la Asamblea de Representantes del Pueblo. Justicia Administrativa es responsable de resolver los conflictos de competencias opositores locales y del gobierno central.

### La revisión de la Constitución
La Constitución puede ser objeto de revisión por iniciativa de un tercio de los diputados o el presidente de la República.  Cualquier propuesta de revisión de la Constitución está sujeta a revisión por el Tribunal Constitucional; asegura que la revisión propuesta no afecta a los elementos que la Constitución prohíbe la modificación, a saber, los artículos 1, 2, los Capítulo II cuyos derechos y libertades mencionados en ella no se puede reducir o restringir y el artículo 75, que limita el número de mandatos presidenciales que pueden ser ocupados por la misma persona. La revisión debe ser aprobada por dos tercios de los miembros de la Asamblea de Representantes del Pueblo, y luego se sometió a referéndum.

### Disposiciones finales
El preámbulo es una parte integral de la Constitución; todos los artículos de esta última forma un todo armónico.  La Constitución entre en vigor tras su publicación en el Diario Oficial de la presidenta de la Asamblea Nacional Constituyente.

### Régimen transitorio
Bajo el Capítulo X, varios artículos leyes constitucionales intermedias se tengan temporalmente, el tiempo de celebrar elecciones parlamentarias y presidenciales. El Consejo Superior de la Judicatura debe establecerse a más tardar seis meses después de las elecciones legislativas. El control constitucional será ejercida por un órgano provisional integrada por el presidente de la Corte de Casación, el presidente del Tribunal Administrativo, el presidente del Tribunal de Cuentas y otros tres juristas nombrados por el presidente, el jefe de Gobierno y el presidente de la Asamblea Nacional Constituyente. Se instituyó el Tribunal Constitucional dentro de un año después de las elecciones legislativas. Por último, las dos primeras renovaciones parciales de la Corte Constitucional del Foro de las elecciones, el Foro de la comunicación audiovisual y el Foro de la buena gobernanza y la lucha contra la corrupción debe ser realizado por el dibujo lotes entre los miembros de la primera composición.